# ایمی بندر
ایمی بندر (انگلیسی: Aimee Bender؛ زادهٔ ۲۸ ژوئن ۱۹۶۹) نویسنده، پدیدآور، و رمان‌نویس اهل ایالات متحده آمریکا است. شهرت او بیشتر به خاطر خلق پیرنگ‌ها و شخصیت‌های فراواقع‌گرا است. اولین مجوعه داستانش در سال ۱۹۹۸ منتشر شد. این کتاب به عنوان کتاب برگزیده سال نیویورک تایمز انتخاب شد.